# Simfonija broj 9 (Gustav Maler)
Deveta Simfonija je zvanično poslednja Malerova završena simfonija (ne računajući desetu koja je najvećim delom ostala u skicama i koju su dorađivali Malerovi sledbenici). Pisana je u D-duru i instrumentalna je. U Desetoj simfoniji postoje naznake da je Maler težio da se vrati ljudskom glasu, ali u ovoj to nije učinio. Simfoniju je pisao preživljavajući ličnu krizu izazvanu kako neverstvom svoje supruge Alme, tako i zbog kritika raznih muzikologa koji su prvenstveno napadali njegova simfonijska dela.

## Kompozicija
Kao i desetu, ni svoju Devetu simfoniju Maler nije uspeo u potpunosti da dovrši, jer ga je u tome sprečila prerana smrt. Tokom 1909. godine, Simfoniju je skicirao, 1910. dovršio prva tri stava, da bi poslednjih meseci života, tokom 1911. godine, radio na finalnom četvrtom stavu koji je ostao nedovršen. Delo je u celini dovršio Bruno Valter, Malerov mladi prijatelj i kasnije veliki dirigent i jedan od najboljih tumača dela Gustava Malera. Ovu Simfoniju je Valter uz učešće Orkestra Bečke Filharmonije, premijerno izveo u Beču 26. juna 1912. godine, više od godinu dana nakon Malerove smrti. Po svom karakteru, ovo je Malerova čisto instrumentalna labudova pesma, oproštaj od ovog sveta, tipičan za opus finalum svih velikih majstora muzike. Osmišljena je da bude u četiri obimna stava. Traje jedan sat i 23 minuta.

## Kritike
Vrlo iscrpan opis ovog dela dao je Aleksandar Gatalica u tekstu „Bolesni kosmos divnih ideja: Gustav Maler, jedan vek kasnije“. Prema njegovim rečima, simfonija otpočinje „smirenim lamentom, sa ponekom ekspresivnom karikiranošću notnog zapisa“. Drugi stav, koji je u stilu seoske igre po karakteru i instrumentalizaciji nalikuje Drugom stavu Prve simfonije, samo što je ovaj stav, prema mišljenju Gatalice, daleko duhovitiji. Treći stav nosi naziv rondo, burleska i dodatnu oznaku „vrlo prkosno“. Iako bi rondo trebalo da prođe brzo, kako bi slušaoci „odmorni“ stigli do adađa, on traje celih dvadeset minuta. Gatalica ovaj stav upoređuje sa stavom koji okončava Šestu simfoniju Petra Čajkovskog. Oznake koje je Maler dodao ovom adađu su „vrlo lagano“ i „još uzdržanije“. Prema Gatalicinom mišljenju, time možda ukazuje da se ovde radi o „mrtvačkom adađu“ (Adagio Mortuario). I esejista Lewis Thomas je napisao esej, koji bi se bukvalno mogao prevesti kao „kasne noćne misli dok slušam Malerovu Devetu simfoniju“ (Late Night Thoughts on Listening to Mahler's Ninth Symphony). Alban Berg je smatrao da simfonija izražava vanrednu ljubav prema Zemlji i prirodi, Herbert von Karajan da ova muzika dolazi iz drugog sveta, „iz večnosti“, a Leonard Bernstein ju je okarakterisao kao „zastrašujuću“ i „parališuću“.

## Izvođači
Bruno Valter je postao slavni dirigent u Americi dvadeset godina nakon smrti svog mentora. Vodio je najbolje sastave poput Kolumbijskog orkestra i Njujorške filharmonije. Tokom dvadesetih i kasnih tridesetih godina
XX veka, uporno je pokušavao da vrati poneko Malerovo delo na podijume, makar delove poput adađa iz Devete. Tek posle Drugog svetskog rata, Malera su prihvatili i
ostali tada najbolji dirigenti Amerike, pre svih Dimitri Mitropulos, Valterov naslednik u Njujorku.